# Hawker P.1127
L'Hawker P.1127 e l'Hawker Siddeley Kestrel FGA.1 furono aerei sperimentali che permisero di sviluppare l'Harrier, il primo cacciabombardiere della storia a decollo verticale (V/STOL).

## Storia del progetto

### Prologo
Nel 1957 la Bristol Engine Company informò Sydney Camm, che lavorava per l'Hawker Aircraft, che stavano sviluppando un progetto il quale prevedeva l'utilizzo combinato dei turbogetti Rolls-Royce Olympus e Bristol Siddeley Orpheus per realizzare un motore a getto direzionabile, idea derivata da un progetto NATO definito come Mutual Weapons Development Project (MWDP) e portata in Francia dall'ingegnere francese Michel Wilbault che lavorava con il team a capo del MWDP. L'Hawker utilizzò il motore in fase di costruzione, conosciuto in seguito come Pegasus, come base per lo sviluppo di un caccia per il supporto tattico leggero che andasse incontro alle specifiche della NATO. Purtroppo il momento storico si dimostrò molto difficile per via dei profondi tagli ai bilanci della difesa inglese e di conseguenza, l'Hawker, fu costretta a ricercare i finanziamenti necessari per lo sviluppo dell'aereo altrove. Importanti capitali, indirizzati alla realizzazione del motore, giunsero così dagli USA. Importanti test per l'avanzamento del progetto furono eseguiti dalla NASA a Langley Field, mentre l'Hawker spedì negli Stati Uniti il suo pilota collaudatore Hugh Merewether perché richiesto dalla NASA per testare in volo il Bell X-14, anch'esso aereo a decollo verticale. Nel 1959, l'amministrazione della compagnia (ora divenuta Hawker Siddeley) decise di finanziare lo sviluppo di due prototipi di P.1127 e successivamente il Ministry of Supply britannico commissionò altri due prototipi verso la fine dello stesso anno.

### P.1127

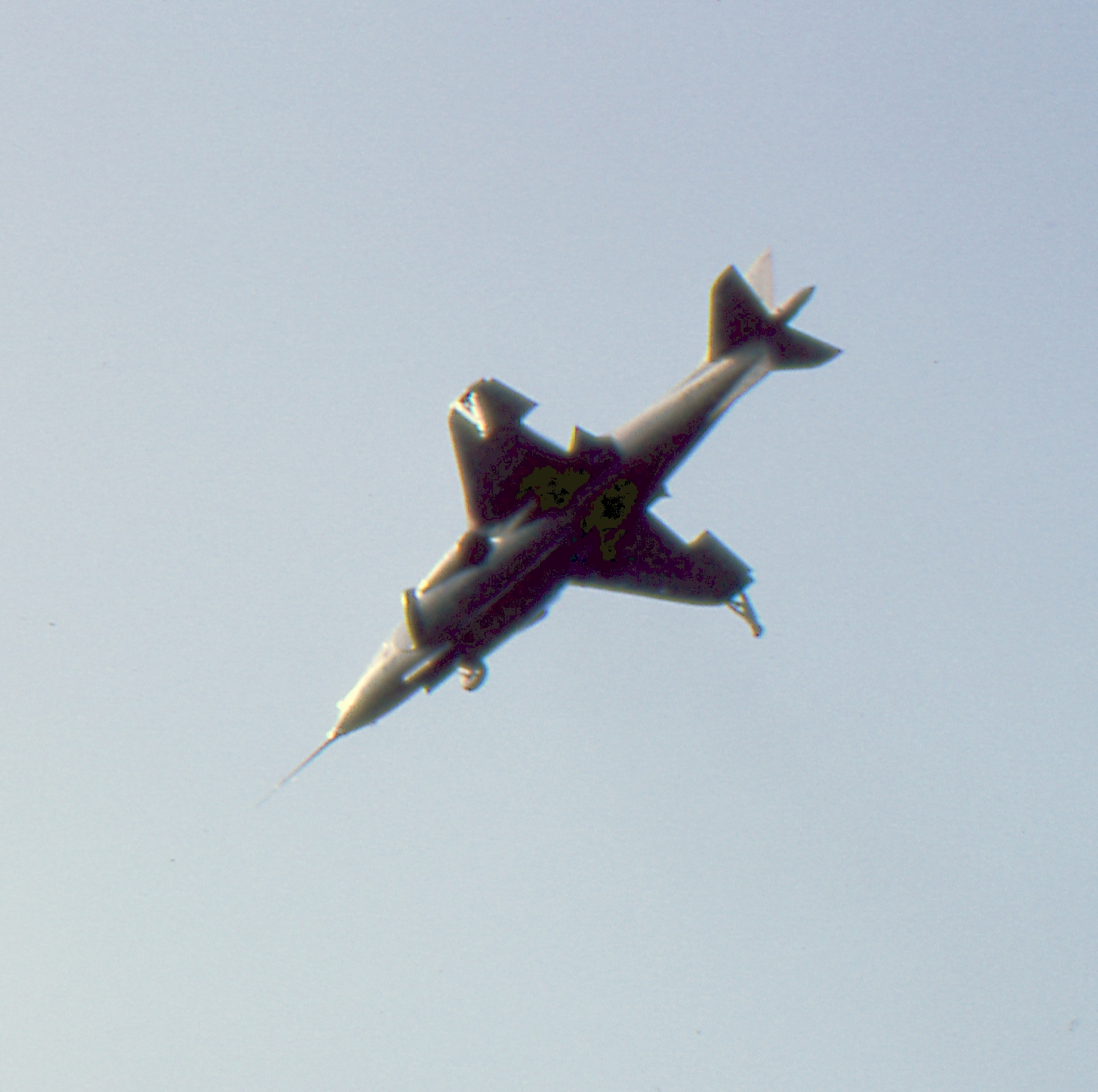
P.1127 XP972 a Farnborough 1962.

Il primo prototipo di P.1127, siglato XP831, fu consegnato nel luglio del 1960 per un test statico del motore e in ottobre dello stesso anno fu completato lo sviluppo del propulsore Rolls-Royce Pegasus. Il primo volo, con velivolo trainato, avvenne nello stesso mese, mentre il primo volo autonomo del mezzo fu il 19 novembre, dopo che le prime foto pubblicitarie furono rese pubbliche. Il secondo prototipo realizzato volò la prima volta il 7 luglio 1961. Questi due mezzi permisero di raffinare il progetto e di ottimizzare le fasi del decollo verticale e volo normale; questo obiettivo venne raggiunto l'8 settembre del 1961.
Vennero ordinati altri quattro prototipi e durante questo periodo vennero anche migliorati i motori Pegasus, fino a giungere alla versione 3 in grado di fornire 15.000 lbf (67 kN) di spinta. A parte questo i primi quattro esemplari erano uguali tra loro, mentre il quinto, siglato XP980, ebbe una conformazione alare diversa, simile a quella che si può oggi vedere sull'Harrier. Il quarto velivolo realizzato fu utilizzato, in parte, per far prendere familiarità con il nuovo mezzo ai piloti collaudatori dell'Hawker, mentre il primo atterraggio verticale venne eseguito dal primo P.1127 realizzato sulla portaerei HMS Ark Royal nel 1963. L'ultimo P.1127 realizzato, XP984, fu dotato di ali a freccia e poteva essere eventualmente equipaggiato con la quinta versione del motore Pegasus; questo velivolo servì come prototipo per il Kestrel.
I primi tre P.1127 sono andati persi, il secondo e il terzo durante lo sviluppo. Il primo prototipo precipitò nel 1963 durante il Salone internazionale dell'aeronautica e dello spazio di Parigi-Le Bourget senza provocare vittime.

### Kestrel FGA.1

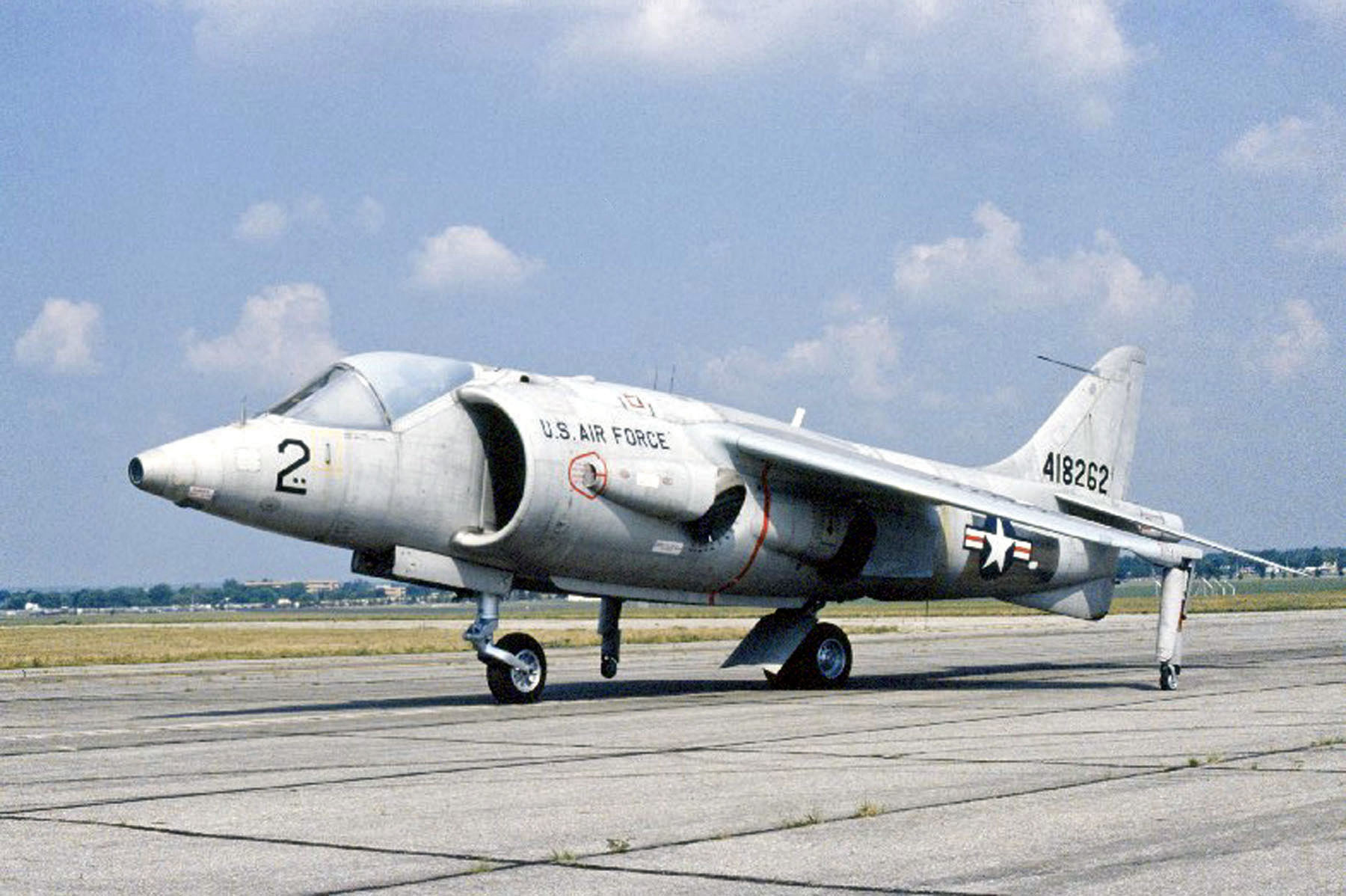
Hawker Siddeley XV-6A Kestrel con livrea USAF.

In totale furono ordinati nove Kestrel FGA.1, versione migliorata del P.1127, e il primo di questi volò la prima volta il 7 marzo del 1964. Il Kestrel ebbe ali a freccia positiva, un grande timone di coda e fusoliera modificata per alloggiare la quinta versione del motore Pegasus.
Il progetto attirò le attenzioni sia degli Stati uniti che della Germania Ovest, pertanto si decise di istituire, il 15 ottobre 1964, uno squadrone di test per il velivolo composto da piloti britannici, americani e tedeschi (TES, Tri-partite Evaluation Squadron). Durante i vari test andò perso un solo aereo e le prove tecniche terminarono nel novembre del 1965.
Sei degli otto aerei sopravvissuti (tre in Germania e tre nel Regno Unito) furono trasferiti tutti su suolo statunitense per essere testati dall'esercito, marina ed aeronautica e furono rinominati XV-6A Kestrel. Successivamente furono assegnati alla USAF per altri test, tranne due che furono consegnati alla NASA.
Uno dei due aerei britannici fu equipaggiato per testare il Blind Landing Experimental Unit (BLEU) mentre l'altro, di codice XS693 fu spedito a Blackburn per essere modificato al fine di alloggiare la versione 6 del motore Pegasus. A causa della maggiore potenza di questo propulsore fu necessario modificare le prese d'aria per agevolare il flusso di aria quando il velivolo era fermo. Questo velivolo divenne la base per la produzione dei futuri prototipi di Harrier.

### P.1127 (RAF)
La direttiva NATO NBMR-3 richiedeva lo sviluppo di un aereo VTOL, ma si richiedeva anche che questo mezzo avesse le prestazioni simili all'F-4 Phantom II. Pertanto l'Hawker realizzò il P.1150, una versione supersonica del P.1127, e l'Hawker Siddeley P.1154 per andare incontro a tale direttiva. Quest'ultimo vinse la gara e lo sviluppo continuò finché il progetto non venne cancellato appena prima di produrre un prototipo funzionante. La RAF richiese una versione leggermente modificata del Kestrel, che fu rinominata P.1127 (RAF).
Nel tardo 1965 la RAF ordinò sei prototipi di P.1127 (RAF) e il primo esemplare volò il 31 agosto del 1966. Questa velivoli vennero poi definitivamente rinominati Hawker Siddeley Harrier nel 1967.

## Versioni

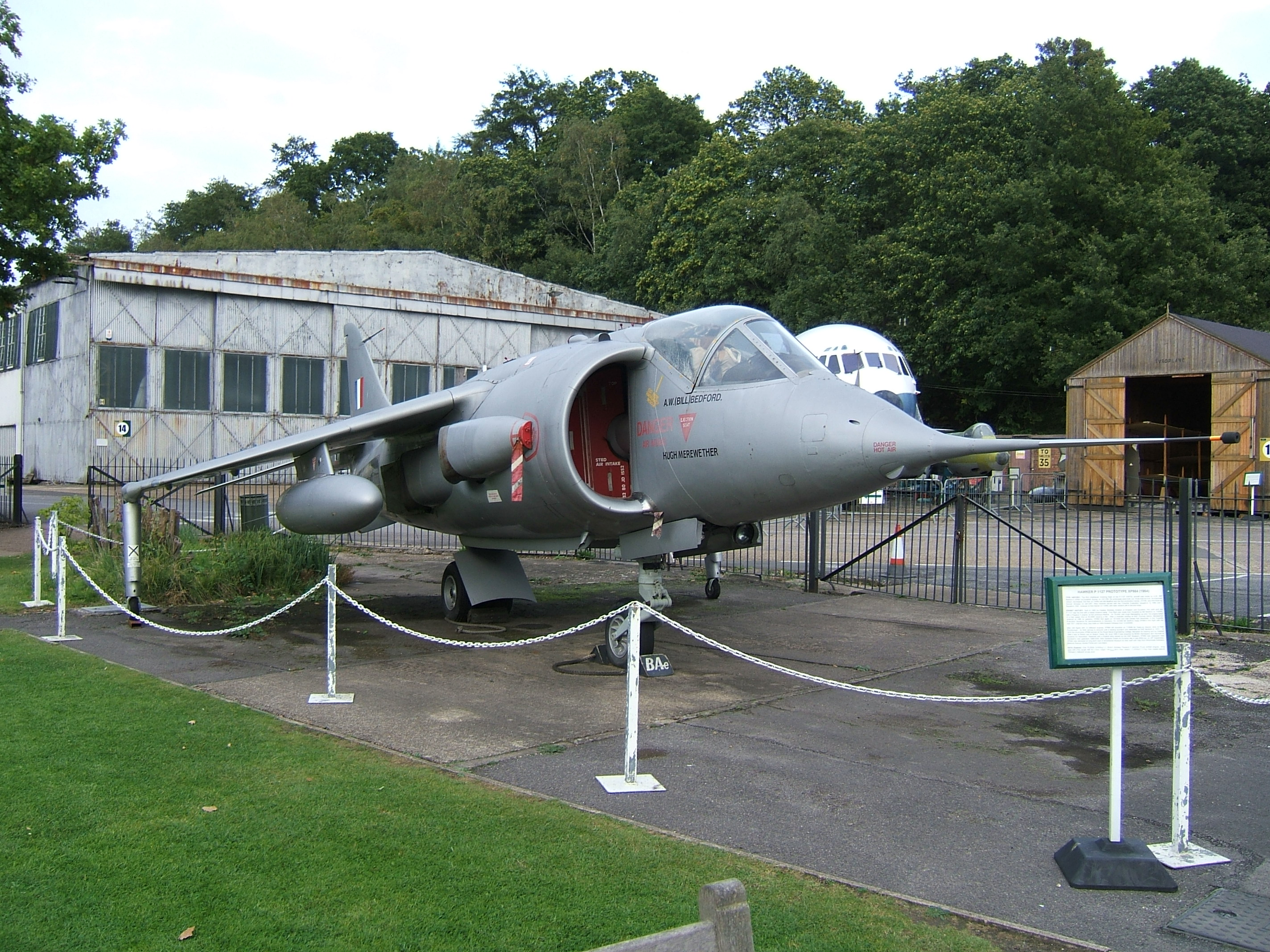
L'ultimo dei sei prototipi di P.1127 e il solo con ali a freccia.

P.1127
Caccia V/STOL sperimentale, due prototipi e quattro aerei test.
Kestrel FGA.1
Aerei prodotti per il TES, Tri-partite Evaluation Squadron, nove realizzati e sei rinominati come XV-6A.
P.1127 (RAF)
Caccia V/STOL con compiti di ricognizione ad attacco al suolo, sei ordinati poi sfociati nel Hawker Siddeley Harrier.
XV-6A
Designazione militare statunitense dei Kestrel FGA.1.
VZ-12
Designazione dell'esercito degli Stati Uniti per due P.1127, mai consegnati.

## Utilizzatori
Germania Ovest
- Luftwaffe

 Regno Unito
- Royal Air Force

 Stati Uniti
- United States Army
- United States Air Force
- United States Navy
- NASA

## Velivoli ancora esistenti
- P.1127 XP831 visitabile a The Science Museum, Londra.
- P.1127 XP980 conservato al Fleet Air Arm Museum, Inghilterra.
- P.1127 XP984 esposto al museo di Brooklands, Inghilterra.
- Kestrel FGA.1 XS695 conservato al RAF Museum, Cosford, Inghilterra.
- P.1127(RAF) XV277 visitabile al National Museum of Flight, Scozia.
- P.1127(RAF) XV278 esposto al Luftwaffenmuseum, Germania.
- XV-6A Kestrel 64-18262 conservato al National Museum of the United States Air Force, Ohio, Stati Uniti.
- XV-6A Kestrel 64-18263 visitabile al Virginia Air and Space Center, Virginia, Stati Uniti.
- XV-6A Kestrel 64-18264 visitabile al United States Army Aviation Museum, Alabama, Stati Uniti.
- XV-6A Kestrel 64-18266 in mostra al Air Power Park and Museum, Virginia, Stati Uniti.

## Aerei simili
- Bell X-14
- XV-5 Vertifan
- Hunting H.126
- Yakovlev Yak-36